# Dziaba
Dziaba – polski szybowiec amatorski z okresu międzywojennego.

## Historia
Mjr inż. Stefan Malinowski prowadził badania nad płatem o profilu zmiennym w locie. W 1922 roku zbudował samolot „Stemal III” oparty na tej technologii. Wykorzystując zdobyte doświadczenie w 1923 roku zaprojektował szybowiec bezogonowy „Dziaba”, który został zbudowany w Szkole Pilotów w Bydgoszczy. Zastosował w nim mechanizm dźwigniowy własnej konstrukcji, który poprzez naprężenie górnego i dolnego pokrycie płata powodował zmianę krzywizny profilu przy jednoczesnym zmniejszeniu jego grubości. Miało to pozwolić na dynamiczne wykorzystywanie prądów wznoszących. 
Ten mechanizm był zastosowany na obu płatach co pozwalało na wykorzystać go do sterowania podłużnego i poprzecznego. Z przodu konstrukcji znajdowała się powierzchnia sterowa, tzw. „wiatroczułek”, mająca za zadanie samoczynnie zwiększać kąta natarcia płata. 
Szybowiec został zgłoszony do udziału w I Konkursie Ślizgowców w Białce k. Nowego Targu, jego pilotem był kpt. T. H. Miśkiewicz. Podczas przygotowania do startu szybowiec został poderwany do góry silnym podmuchem wiatru i poważnie uszkodzony. Został wyremontowany, otrzymał też podwójne stateczniki pionowe. Nie doszło do jego wypróbowania w locie.

## Konstrukcja
Jednomiejscowy szybowiec doświadczalny konstrukcji drewnianej w układzie latającego skrzydła.
Płat z prostokątnym centropłatem i trójkątnymi końcówkami. Jednodźwigarowy o pokryciu płóciennym. W centropłacie znajdowały się pasy mocujące do niego pilota oraz otwór przez który wystawała głowa pilota. Wewnątrz płata na dwóch podwójnych żebrach głównych znajdowały się mechanizmy zmiany kształtu profilu płata. 
Mała powierzchnia sterowa była umieszczona przed skrzydłem i była połączona linkami z mechanizmem zmiany kształtu profilu płata.
Szybowiec nie posiadał podwozia, start i lądowanie miał się odbywać z wykorzystaniem nóg pilota.